# آرثر جورجي
آرثر جورجي (30 يناير 1818 - 21 مايو 1916) كان قائدًا عسكريًا مجريًا اشتهر بكونه أحد أعظم جنرالات الجيش المجري الثوري.
في شبابه، كان جورجي كيميائيًا موهوبًا، اشتهرت أعماله بين العديد من الكيميائيين المجريين والأوروبيين المشهورين. مع ذلك، فهو الآن معروف على نطاق واسع لدوره في الثورة المجرية وحرب الاستقلال بين عامي 1848 و1849. باعتباره أنجح جنرال وأعظم عبقري عسكري في الجيش الثوري المجري، كان قائدًا لحملة الربيع المنتصرة وحرر تقريبًا كل غرب المجر من الاحتلال النمساوي. تقديرًا لنجاحاته العسكرية، كُرم من قبل الحكومة المجرية وعُين وزيرًا للحرب. في الأيام الأخيرة من الثورة عُين «ديكتاتورًا» للمجر. في 13 أغسطس 1849، عندما أدرك أنه لن يكون قادرًا على محاربة الجيوش النمساوية والروسية المتفوقة، استسلم للروس في فيلاجوس، وبذلك أنهى الثورة.
أثرت علاقة جورجي الصعبة مع لاجوس كوسوث، السياسي الأول والرئيس والحاكم للمجر الثورية، على مسار حرب الاستقلال، ومهنة جورجي العسكرية، وحياته ما بعد الثورة حتى وفاته. خلال حملاته في شتاء وصيف عامي 1848 و1849. اشتبك جورجي مع كوسوث بسبب اختلاف آرائهما حول العمليات العسكرية ولأن جورجي لم يوافق على إعلان الاستقلال المجري، الذي كان كوسوث هو المؤيد الرئيسي له. امتنع الأخير عن تسمية جورجي القائد الأعلى للجيش المجري، وقام بدلًا من ذلك بتعيين قادة ضعفاء، مثل هنريك ديمبينسكي أو لازار ميزاروس، ما أدى لإضعاف الجيش.
بعد استسلامه للجيش الروسي، لم يُعدم، مثل العديد من جنرالاته، بسبب الوساطة الروسية، ولكن نُقل من قبل النمساويين إلى كلاغنفورت، في كيرنتن، وظل تحت المراقبة حتى عام 1867، عندما صدر العفو نتيجة لتسوية مجرية نمساوية وتأسيس الملكية النمساوية المجرية. ثم تمكن من العودة إلى المجر. على مدار عدة سنوات من مواجهة الصعوبات في أجزاء مختلفة من المجر، حاول جورجي العثور على وظيفة مناسبة دون جدوى. وفر له شقيقه إستفان جورجي مكانًا للعيش فيه فيسيغراد، حيث عاش جورجي العقود الأخيرة من حياته.
بعد عودة جورجي ولبقية حياته، كان الرأي العام المجري عدائيًا اتجاهه، بسبب بعض الاتهامات الباطلة. أثارت رسالة كوسوث من فيدين، المكتوبة في أعقاب استسلام جورجي، كراهية طويلة الأمد لجورجي بين المجريين، الذين اعتقد الكثير منهم أنه خائن. في القرن العشرين، تم تحدي هذا الوصف من خلال الأبحاث الحديثة. نتيجة لذلك، ضعفت سمعة جورجي كخائن، وتحسنت باعتباره أحد أكثر الجنرالات المجريين موهبة ونجاحًا في القرن التاسع عشر، ويُنظر إليه الآن على أنه أحد أعظم الأبطال التاريخيين في المجر.

## بداية حياته
وُلد جورجي باسم يوهانس آرثر ولدمار جورجي في توبورك في المجر العليا (اليوم توبوريك، سلوفاكيا) في 30 يناير 1818 لعائلة نبيلة مجرية فقيرة من أصل زيبسراني ألماني هاجروا إلى منطقة سيبيس (سبيش اليوم) في عهد الملك جيزا الثاني للمجر (1141–1162). أثناء الإصلاح، تحولوا إلى البروتستانتية. يشير اسم العائلة إلى أصلهم من قرية جورجو، اليوم سبيشسكي هرهوف في سلوفاكيا.
في عام 1832، التحق جورجي بمدرسة المهندسين العسكريين في تولن، مستفيدًا من مقعد مجاني بتمويل من إحدى المؤسسات. لأن عائلته كانت فقيرة، كانت هذه فرصة عظيمة له؛ لكنه في البداية لم يكن يريد أن يصبح جنديًا. خلال هذه الفترة، كتب لوالده أنه يفضل أن يكون فيلسوفًا أو عالمًا على أن يكون جنديًا. أمضى ما يقرب من ثلاثة عشر عامًا في هذه المدرسة، حيث تلقى تعليمًا عسكريًا. قرر ألا يقبل المال من عائلته، وكان يأكل القليل جدًا، ويرتدي ملابس فقيرة في محاولة لتدريب نفسه على الحياة الصعبة. تُظهر السجلات من المدرسة أن سلوكه كان جيدًا جدًا، ولم يكن لديه أي أخطاء، وكانت مواهبه الطبيعية استثنائية، وكانت حماسته واجتهاده ثابتين، وكان صارمًا جدًا مع نفسه ولكن أيضًا مع الآخرين.
على الرغم من ذلك كتب في رسائله أنه يحتقر حياة الجندي لأنه كان عليه أن يطيع الضباط الذين لا يحترمهم وأنه يحلم بحياة حرة ونشطة لم يجدها في الجيش. بعد التخرج، خدم في فوج الناظور هوصار، حيث تولى دور المساعد. بحلول عام 1837، وصل إلى رتبة ملازم والتحق بالحرس النبيل المجري في فيينا، حيث جمع بين الخدمة العسكرية ودورة دراسية في الجامعة.

## مهنته العسكرية
في مارس 1848، خلال الأيام الأولى للثورة المجرية، كان جورجي في فيينا وبراغ، يستعد للزواج من أديل أوبوين، فتاة فرنسية من هوغونوت، والتي كانت رفيقة إحدى أقارب ريدتنباكر. تزوجها جورجي في الكنيسة اللوثرية في براغ. بعد أن أنهى بحثه في الكيمياء في منزله في توبورك، ذهب إلى بيست، وسمع عن دعوة الحكومة المجرية في 17 مايو 1848 للضباط المسرحين للانضمام إلى الجيش المجري المنشأ حديثًا. جُند في الجيش الثوري برتبة نقيب، مع الكتيبة المجرية الخامسة، من جيور، لتدريب المجندين الجدد. بعد ذلك بوقت قصير، أوصى رفيقه السابق في السلاح، الملازم إيمري إيفانكا، سكرتير رئيس الوزراء لايوس باتثياني، باتثياني بالعمل في الوزارة. عمل جورجي مع إيفانكا على خطة لتنظيم الحرس الوطني المتنقل التطوعي في أربعة معسكرات وعُين قائدًا لمعسكر الحرس الوطني في زولنوك. كُلف جورجي لاحقًا بالذهاب إلى إسطنبول وسميرنا (إزمير اليوم) لشراء أسلحة للقوات المجرية المجندة حديثًا؛ ولكن سرعان ما تبين أن تجارهم ليسوا جديرين بالثقة. بدلًا من ذلك، أُرسِل إلى مصنع الدولة في فينر نويشتات لشراء كبسولات القدح وإلى براغ لشراء فتائل من مصنع سيليير وبيلوت؛ لقد أنجز هذه المهمة بنجاح. التقى بكوسوث لأول مرة في 30 أغسطس 1848، عندما اقترح بناء مصنع لإنتاج كبسولات القدح والفتائل، ووعده السياسي بالحصول على الأموال لتمويل ذلك.
في أغسطس 1848، تزايد خطر الهجوم الإمبراطوري على المجر يومًا بعد يوم. أخيرًا، في بداية شهر سبتمبر، قام الملك فرديناند الخامس ملك المجر، إمبراطور هابسبورغ تحت اسم فرديناند الأول ملك النمسا، بطرد حكومة باتثياني، وأعطى صلاحيات لبان كرواتيا، جوزيب جيلاتشيتش. في 11 سبتمبر 1848، عندما عبرت قوات جيلاتشيتش نهر درافا لدخول المجر، صدرت أوامر لحرس جورجي الوطني بالقدوم من زولنوك إلى جزيرة سيبيل لمراقبة تحركات الإمدادات الكرواتية. هنا، قام جورجي بتنظيم القرويين من المنطقة لمراقبة والقبض على المبعوثين وعربات الإمداد المرسلة من كرواتيا إلى جيلاتشيتش والعودة. في 29 سبتمبر، أرسل البان الكرواتي النبيل المجري الثري الموالي لهابسبورغ، الكونت أودون زيشي، لإبلاغ قادة قوات الاحتياط الكرواتية، بقيادة اللواء كارل روث واللواء نيكولاوس فيليبوفيتش فون فيليبسبرج، بقراره مهاجمة العاصمتان المجريتان بودا وبست. ألقت قوات جورجي القبض على زيشي، الذي اتُهم بالخيانة بسبب أنشطته المؤيدة للنمسا، وحوكم عسكريًا وشُنق. أثار هذا العمل الجريء الذي قام به جورجي إعجاب كوسوث، الذي رأى فيه قائدًا عظيمًا في المستقبل للقوات المسلحة المجرية، إذ قام بترقية الرائد البالغ من العمر 30 عامًا إلى رتبة جنرال. لاحقًا، عندما نشأ صراع بين الاثنين، حاول كوسوث منع جورجي من أن يصبح قائدًا للقوات المجرية الرئيسية لأنه رأى فيه أكبر خصم له؛ تسبب هذا الصراع في صعوبات في النضال المجري من أجل الاستقلال.